# Jean-Baptistin Baille
Pour les articles homonymes, voir Baille (homonymie).
Jean-Baptistin Baille dit Baptistin, né Jean Baptiste Alexandre Baille le 26 mars 1841 à Aix-en-Provence, mort le 3 juin 1918 à Paris (11e arrondissement),, est un scientifique et industriel français.

## Biographie
Fils de Jean-Baptiste Baille, aubergiste et de Rose Cotholendy, il fait ses études à Aix-en-Provence. Il se marie le 11 juillet 1870 avec Armande Louise Lemaire, la fille d'un fabricant d'appareils d'optique, dont il reprendra d'ailleurs la succession à la direction de l'usine en 1885. Cette usine, devenue Lemaire-Baille a diffusé dans le monde entier leurs appareils d'optique notamment des jumelles utilisées par l'armée française. Jean-Baptistin Baille et  Armande auront deux filles, Julie et Marguerite, et un fils, Jean-Louis.
Jean-Baptistin Baille repose à Villeneuve-Saint-Georges dans le même tombeau que son beau-père. 

## Une carrière scientifique
Après de brillantes études à Aix-en-Provence, notamment au collège Bourbon de la ville (actuellement collège Mignet) où il se lie d'amitié avec Émile Zola, il intègre l'École polytechnique en 1861. Passionné de sciences physiques, il passe deux licences de sciences à la sortie de l'École polytechnique. Puis il passe une thèse sur les indices de réfraction du soleil. Il commence une carrière d'enseignant-chercheur en tant qu'intervenant à l'École polytechnique. Il devient ensuite astronome à l'Observatoire de Paris. Il devient alors professeur d'optique et d'acoustique à l'École de physique-chimie industrielle de Paris en 1882. 
On lui attribue des travaux de recherche sur la densité moyenne de la terre en collaboration avec un autre chercheur polytechnicien, Alfred Cornu (1841-1902), ancien camarade de promotion. Il publie de nombreux articles scientifiques dans des journaux et un livre La Production d'électricité publié chez Hachette Livre en 1890 dans la collection « Bibliothèque des merveilles ».
Nommé chevalier de la Légion d'honneur le 7 juillet 1885, il est promu officier le 28 décembre 1889.

## Les trois inséparables
Durant ses études à Aix-en-Provence, au collège Bourbon, il se lie d'amitié avec Émile Zola et Paul Cézanne. Ils deviennent des amis que l'on appelle les « trois inséparables ». Ils se retrouveront d'ailleurs tous les trois à Paris en 1861. On estime également que Jean-Baptistin Baille servit ainsi de modèle à Émile Zola pour un personnage des Rougon-Maquart, Louis Dubuche (voir Germinal), tout comme Paul Cézanne lui inspira la trame de l'ouvrage et son personnage principal, Claude Lantier (voir L'Œuvre).

## Distinctions
- Officier de la Légion d'honneur (1889)